# Nicole Beutler

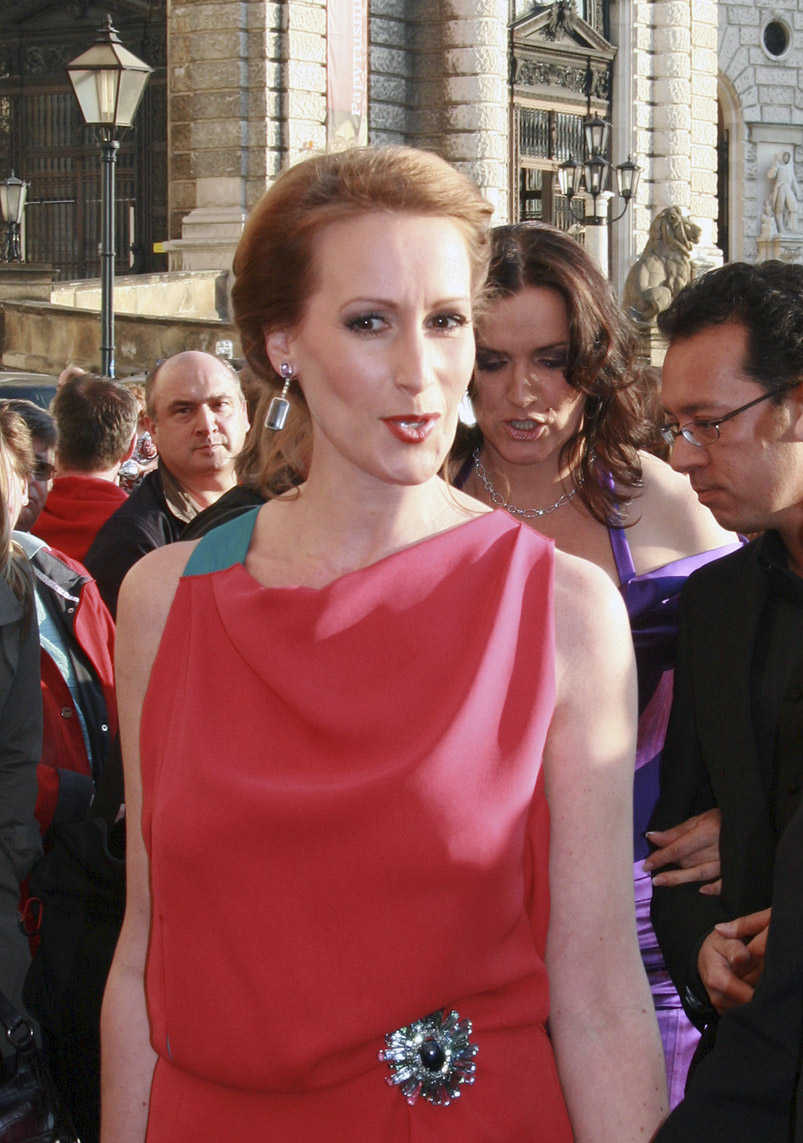
Nicole Beutler, 2009

Nicole Regina Beutler (* 6. Juni 1969 in Wien) ist eine österreichische Film- und Theaterschauspielerin.

## Karriere
Nicole Beutler absolvierte ihr Studium der Darstellenden Kunst von 1987 bis 1991 bei Professoren des  Max Reinhardt Seminar Wien. Sie startete ihre Karriere am Theater (Theater in der Josefstadt). Neben ihren Theaterengagements wirkte sie in Serien wie Schlosshotel Orth (ZDF/ORF) oder Bernds Hexe (RTL) in durchgehenden Hauptrollen mit. Ebenso spielte sie von 2014 bis 2018 in der ZDF-Serie Der Bergdoktor die durchgehende Rolle der Arzthelferin Irena Bornholm. Von 2016 bis 2021 wirkte sie in der ORF-Serie Vorstadtweiber (ORF/ARD) als Sexualtherapeutin Barbara Bragana mit. Von 2019 bis 2022 spielte sie auch in der ORF-Serie Walking On Sunshine die durchgehende Rolle der Sue Sattel.
Nicole Beutler spricht neben ihrer Muttersprache Deutsch auch fließend Französisch und Englisch und dreht in allen drei Sprachen. International spielte sie in Filmen wie Klimt (Regie: Raoul Ruiz), Princesse Marie (Regie: Benoît Jacquot) und The Bucket (Regie: Francesca Pollak). 2021 wirkte sie in der von BBC und Netflix produzierten Serie Die Schlange mit.
Neben ihrer Schauspieltätigkeit arbeitet sie auch als Sprecherin für Dokumentationen, darunter die ORF Universum-Reihe.
Außerdem tritt sie als Chansonnière mit den „Wiener Theatermusikern“ und ihren Programmen Wer weiß, wo ich schon morgen bin, #CHANSON, Wien – Paris – Retour und Liebes Lied! auf.
Daneben nahm sie an den Fernsehshows Dancing Stars (2006) und The Masked Singer Austria (2021) teil.
2007 wurde Nicole Beutler für eine Goldene Romy in der Kategorie „Beliebteste Schauspielerin“ nominiert.
2009 heiratete sie den Journalisten Gert Korentschnig, den stellvertretenden Chefredakteur der Tageszeitung Kurier (Stand Jänner 2024).

## Filmografie

### Filme
- 2003: Marie und Freud (Princesse Marie) – Regie: Benoît Jacquot
- 2004: Der Weihnachtshund – Regie: Michael Keusch
- 2005: Crazy Race 3 – Sie knacken jedes Schloss (Fernsehfilm) – Regie: Axel Sand
- 2005: Klimt – Regie: Raúl Ruiz
- 2005: Robin Pilcher: Jenseits des Ozeans (Fernsehfilm) – Regie: Stefan Bartmann
- 2007: Mord in bester Gesellschaft (Fernsehfilm) – Regie: Peter Sämann
- 2007: Die Copiloten (Fernsehfilm) – Regie: Thomas Jauch
- 2007: Der Zauber des Regenbogens (Fernsehfilm) – Regie: Dagmar Damek
- 2009: Meine Tochter nicht (Fernsehfilm) – Regie: Wolfgang Murnberger
- 2010: Der Mann mit dem Fagott (Fernsehfilm) – Regie: Miguel Alexandre
- 2010: Der Chinese (Fernsehfilm) – Regie: Peter Keglevic
- 2011: Auf der Spur des Löwen – Regie: Erhard Riedlsperger
- 2011: Die Schatten, die dich holen (Fernsehfilm) – Regie: Robert Dornhelm
- 2012: So wie du bist – Regie: Wolfgang Murnberger
- 2013: Feuerwasser – Regie: Arman T. Riahi
- 2013: The Quest (Fernsehserie ABC) – Regie: Bertram van Munster
- 2014: Inspektor Jury lichtet den Nebel (Fernsehfilm) – Regie: Florian Kern
- 2015: Wie ich berühmt werden wollte (Film) – Regie: Tim Oppermann
- 2015: Der letzte Sommer der Reichen (Film) – Regie: Peter Kern
- 2016: Das Sacher (Fernsehfilm) – Regie: Robert Dornhelm
- 2016: Kommissar Dupin Bretonischer Stolz (Fernsehfilm ZDF, Reihe) – Regie: Thomas Roth
- 2017: Treibjagd im Dorf (Fernsehfilm) – Regie: Peter Keglevic
- 2017: Wir töten Stella – Regie: Julian Pölsler
- 2017: The Bucket (Film) – Regie: Francesca Pollak
- 2018: Dennstein & Schwarz – Sterben macht Erben (Fernsehfilm ARD/ORF) – Regie: Michael Rowitz
- 2018: Trauung mit Hindernissen (Fernsehfilm ORF/MDR) – Regie: Anna-Katharina Maier
- 2019: Dennstein & Schwarz – Pro bono, was sonst! (Fernsehfilm ARD/ORF) – Regie: Michael Rowitz
- 2019: Unter anderen Umständen – Im finstern Tal (Fernsehfilm, Reihe ZDF) – Regie: Judith Kennel
- 2019: Eltern mit Hindernissen (Fernsehfilm ORF/MDR) – Regie: Anna-Katharina Maier
- 2020: Marie fängt Feuer (Fernsehfilm ZDF, Reihe) – Regie: Hans Hofer
- 2021: Stadtkomödie – Die Unschuldsvermutung (Fernsehfilm ORF/SWR) – Regie: Michael Sturminger
- 2023: Rickerl – Musik is höchstens a Hobby – (Kino) – Regie: Adrian Goiginger
- 2023: Am Ende wird alles sichtbar – Regie: Peter Keglevic

### Fernsehserien
- 1996–2004: Schlosshotel Orth (Fernsehserie)
- 2000: Dr. Stefan Frank – Der Arzt, dem die Frauen vertrauen (Fernsehserie, S6/F11 Schmerzensgeld)
- 2001: In aller Freundschaft (Fernsehserie, Episodenrolle, S04/F25: "Bleib bei mir!")
- 2003–2016: SOKO Kitzbühel (Fernsehserie, mehrere Gastauftritte)
- 2003–2004: Bernds Hexe (Fernsehserie)
- 2003: Kommissar Rex (Fernsehserie, Episodenrolle)
- 2005: Agathe kann’s nicht lassen (Fernsehreihe)
- 2005: Kurhotel Alpenschloss (Fernsehserie, Episodenrolle)
- 2007: Unser Charly (Fernsehserie, Episodenrolle)
- 2007: Das Traumhotel (Fernsehserie, Episode Dubai – Abu Dhabi)
- 2008: Die Alpenklinik (Fernsehserie, Episodenrolle)
- 2008–2013: Die Rosenheim-Cops (Fernsehserie, Gastauftritte)
- 2009, 2015: SOKO Donau (Fernsehserie, Gastauftritte)
- 2011, 2013: Die Landärztin (Fernsehserie, Gastauftritte)
- 2014–2018: Der Bergdoktor (Fernsehserie) Durchgehende Rolle
- 2014: Weißblaue Geschichten (Fernsehserie, Episodenrolle)
- 2016–2021: Vorstadtweiber (Fernsehserie) Durchgehende Rolle – Regie: Harald Sicheritz, Sabine Derflinger, Mirjam Unger
- 2017: Schnell ermittelt (Fernsehserie, Episode Viktor Urbach) – Regie: Gerald Liegel
- 2019–2022: Walking on Sunshine – Regie: Andreas Kopriva, Chris Raiber, Holger Barthel (Fernsehserie, durchgehende Rolle)
- 2020/21: Die Schlange (Serie BBC one / Netflix) – Regie: Tom Shankland, Hans Herbots
- 2024: Tatort: Dein Verlust (Fernsehreihe) – Regie: Katharina Mückstein
- 2024: SOKO Linz – Unter Schock (Fernsehserie) – Regie: Claudia Jüptner

## Theaterengagements
- 1990–1991: Kleine Komödie Wien
- 1992: Contra-Kreis-Theater Bonn
- 1992: Stadttheater Klagenfurt
- 1995: Theater am Dom Köln
- 1995: Theater an der Kö Düsseldorf
- 1996: Komödie Düsseldorf
- 2001: Theater in der Josefstadt – Wiener Kammerspiele
- 2003: Theatersommer Haag
- 2005: Wiener Kammerspiele
- 2005: Theatersommer Haag
- 2007: Vienna’s English Theatre - A Picasso by Jeffrey Hatcher (In englischer Sprache)
- 2008: Stadttheater Baden
- 2008: Wiener Metropol
- 2008: Wiener Musikverein
- 2008–2011: Landestheater Niederösterreich
- 2013: Stadttheater Walfischgasse Wien
- 2013: Theater Akzent
- 2013: Wiener Musikverein – Lesung von Thomas Manns Wälsungenblut
- 2014: Theater Akzent – Chanson-Abend Wien – Paris – Retour
- 2015: Wiener Musikverein – Lesung von Jean Cocteaus Zwei Travestien
- 2015: Theater Akzent – Chanson-Abend Liebes Lied!
- 2016: Wiener Musikverein – Lesung von Alfred Polgars Traktat vom Herzen
- 2018: Attergauer Kultursommer – Lesung Arthur Schnitzler Die kleine Komödie
- 2018: MuTh – Lesung Dekadenz & Doppelmoral (Texte von Arthur Schnitzler und Raoul Auernheimer)
- 2019: Theater am Spielberg Wien – Chansonabend #CHANSON
- 2020: Theater Akzent – Lesung Arthur Schnitzler Die kleine Komödie
- 2020: Theater Akzent – Lesung Ildiko von Kürthy Es wird Zeit
- 2021: Musiksommer Bad Schallerbach – Lesung Arthur Schnitzler ″Die kleine Komödie″
- 2021: Theater am Spittelberg Wien - Chansonabend #CHANSON
- 2022: Stift Melk / Wachau in Echtzeit Festival – Chansonabend #CHANSON
- 2022: Theater am Spittelberg Wien – Chansonabend #CHANSON
- 2024: Salzburger Festspiele – Hugo von Hofmannsthal – Jedermann